# المحقق كونان (الموسم 13)
المحقق كونان هو الموسم الثالث عشر من سلسلة المحقق كونان (باليابانية: 名探偵コナン، تُنطق ميه‌‌تانتيه كۆنان أي المحقق العظيم كونان) تُرجمت رسميًا إلى المُحقق كونان، وهي سلسلة مانغا للكاتب غوشو أوياما حُولِّت إلى مسلسل أنيمي وحلقات أوفا وأفلام أنمي وألعاب فيديو ووسائط أخرى يابانية وقد بدأ عرض السلسلة من 8 مارس 2004 ولغاية 21 فبراير 2005.
أُذيعت الحلقة الأولى في 8 يناير 1996 وعرضت الحلقات بالتوالي إلى أن وصلت إلى أكثر من 1,157 حلقة، وبذلك تحتل المركز الخامس عشر في قائمة أكثر الأنيميات من حيث عدد الحلقات. يتم عرض حلقة واحدة من الأنمي أسبوعيًّا على نبون تلفجن إلا في حالات عرض الأفلام فإنها قد تتأجل إلى أسبوعين أو أكثر. تتم دبلجة الأنيمي للغة العربية من قِبَل مركز الزهرة ولا تزال دبلجته مُستمرة منذ سنة 1998، حيث عُرض لأول مرة على تلفزيون قطر، وقد وصلت الحلقات المُدبلجة إلى 582 (551 بالنّظام الياباني) من أصل 1,157 حلقة.
يُعرَض المحقق كونان في اليابان على قناة نيبون تي في وقناة يوميأوري وقناة أنيماكس وقناة YTV اليابانية، وقد لاقى المحقق كونان رواجًا كبيرًا في اليابان حيث احتل مركزًا من ضمن المراكز الستة الأوائل في ست مناسبات مختلفة. وبحسب استطلاعات الرأي التي أجرتها مجلة أنيميج، اعتبر الأنيمي من بين أفضل 20 أنيمي تم إصداره خلال الفترة من عام 1996 ولغاية عام 2001. أيضا احتل المحقق كونان المركز الثالث والعشرين من ضمن قائمة أفضل 100 أنيمي، أجرته شبكة أساهي اليابانية في عام 2005.

## عناوين الحلقات
| #                  | #             | عنوان الحلقة                                               | عنوان الحلقة                         | تفاصيل الحلقة | تفاصيل الحلقة  | تفاصيل الحلقة      |
| اليابان            | العالم العربي | باليابانية                                                 | بالدبلجة العربية                     | في المانغا    | تاريخ العرض    | تاريخ العرض العربي |
| ------------------ | ------------- | ---------------------------------------------------------- | ------------------------------------ | ------------- | -------------- | ------------------ |
| 354                | 379           | الموكل الصغير (الجزء الأول)                                | الموكل الصغير (الجزء الأول)          | فصل 401-403   | 8 مارس 2004    | 28 يوليو 2013      |
| 355                | 380           | الموكل الصغير (الجزء الثاني)                               | الموكل الصغير (الجزء الثاني)         | فصل 401-403   | 15 مارس 2004   | 29 يوليو 2013      |
| 356                | 381           | معجزة مشي كايتو كيد في الهواء (حلقة خاصة لمدة ساعة)        | خدعة المشي على الهواء (الجزء الأول)  | فصل 453-456   | 12 أبريل 2004  | 10 سبتمبر 2014     |
| 356                | 382           | معجزة مشي كايتو كيد في الهواء (حلقة خاصة لمدة ساعة)        | خدعة المشي على الهواء (الجزء الثاني) | فصل 453-456   | 12 أبريل 2004  | 11 سبتمبر 2014     |
| 357                | 383           | الحبيب هو وهم الربيع                                       | خدعة الخيال                          | فلر           | 26 أبريل 2004  | 17 سبتمبر 2014     |
| 358                | 384           | قصة الحب الخامسة في مقر شرطة العاصمة (الجزء الأول)         | قضية غير متوقعة (الجزء الأول)        | فصل 404-406   | 3 مايو 2004    | 18 سبتمبر 2014     |
| 359                | 385           | قصة الحب الخامسة في مقر شرطة العاصمة (الجزء الثاني)        | قضية غير متوقعة (الجزء الثاني)       | فصل 404-406   | 10 مايو 2004   | 25 سبتمبر 2014     |
| 360                | 386           | خنفساء الربيع الغامضة                                      | خنفساء الربيع الغامضة                | فلر           | 17 مايو 2004   | 26 سبتمبر 2014     |
| 361                | 387           | قصة شبح مدرسة تيتان الثانوية (الجزء الأول)                 | طيف ثانوية تيتان (الجزء الأول)       | فصل 457-459   | 24 مايو 2004   | 1 أكتوبر 2014      |
| 362                | 388           | قصة شبح مدرسة تيتان الثانوية (الجزء الثاني)                | طيف ثانوية تيتان (الجزء الثاني)      | فصل 457-459   | 31 مايو 2004   | 2 أكتوبر 2014      |
| 363                | 389           | غِربان المدينة                                              | غِربان المدينة                        | فلر           | 7 يونيو 2004   | 8 أكتوبر 2014      |
| 364                | 390           | قضية التزامن (الجزء الأول)                                 | قضية المصادفة (الجزء الأول)          | فلر           | 14 يونيو 2004  | 9 أكتوبر 2014      |
| 365                | 391           | قضية التزامن (الجزء الثاني)                                | قضية المصادفة (الجزء الثاني)         | فلر           | 21 يونيو 2004  | 15 أكتوبر 2014     |
| 366                | 392           | مأساة الرصيف البحري في مرأى الجميع (الجزء الأول)           | الرصيف البحري (الجزء الأول)          | فصل 460-462   | 5 يوليو 2004   | 16 أكتوبر 2014     |
| 367                | 393           | مأساة الرصيف البحري في مرأى الجميع (الجزء الثاني)          | الرصيف البحري (الجزء الثاني)         | فصل 460-462   | 12 يوليو 2004  | 22 أكتوبر 2014     |
| 368                | 394           | منزل الحلوى مكان عيش الساحرة                               | معرض الحلوی                          | فلر           | 26 يوليو 2004  | 23 أكتوبر 2014     |
| 369                | 395           | قلق الرجل المحظوظ                                          | الانتقام الأعمی                      | فلر           | 2 أغسطس 2004   | 29 أكتوبر 2014     |
| 370                | 396           | مطاردة اللعبة الإلكترونية                                  | جريمة في لعبة                        | فلر           | 9 أغسطس 2004   | 30 أكتوبر 2014     |
| 371                | 397           | الطريق الصامت (الجزء الأول)                                | الطريق الصامت (الجزء الأول)          | فصل 463-465   | 23 أغسطس 2004  | 5 نوفمبر 2014      |
| 372                | 398           | الطريق الصامت (الجزء الثاني)                               | الطريق الصامت (الجزء الثاني)         | فصل 463-465   | 30 أغسطس 2004  | 6 نوفمبر 2014      |
| 373                | 399           | فخ العنكبوت السام                                          | فخ العنكبوت السام                    | فلر           | 6 سبتمبر 2004  | 12 نوفمبر 2014     |
| 374                | 400           | النجوم ولغز شفرة السجائر (الجزء الأول)                     | جريمة الدعوة الغامضة (الجزء الأول)   | فصل 466-469   | 18 أكتوبر 2004 | 13 نوفمبر 2014     |
| 375                | 401           | النجوم ولغز شفرة السجائر (الجزء الثاني)                    | جريمة الدعوة الغامضة (الجزء الثاني)  | فصل 466-469   | 25 أكتوبر 2004 | 19 نوفمبر 2014     |
| 376                | 402           | نهاية الوقت عند الثالثة تمامًا                              | رحلة التخييم                         | فلر           | 1 نوفمبر 2004  | 20 نوفمبر 2014     |
| 377                | 403           | لغز رحلة "الموموتارو" (الجزء الأول)                        | علب الذكريات (الجزء الأول)           | فلر           | 8 نوفمبر 2004  | 26 نوفمبر 2014     |
| 378                | 404           | لغز رحلة "الموموتارو" (الجزء الثاني)                       | علب الذكريات (الجزء الثاني)          | فلر           | 15 نوفمبر 2004 | 27 نوفمبر 2014     |
| بداية الجزء التاسع |               |                                                            |                                      |               |                |                    |
| 379                | 405           | لغز الينابيع الحارة في ظلام الثلج والهيسودو (الجزء الأول)  | انتقام الينابيع (الجزء الأول)        | فلر           | 22 نوفمبر 2004 | 26 مايو 2019       |
| 380                | 406           | لغز الينابيع الحارة في ظلام الثلج والهيسودو (الجزء الثاني) | انتقام الينابيع (الجزء الثاني)       | فلر           | 29 نوفمبر 2004 | 2 يونيو 2019       |
| 381                | 407           | استعراض تنافس الاستنتاجات (الجزء الأول)                    | الاستنتاج الأصح (الجزء الأول)        | فصل 441-444   | 6 ديسمبر 2004  | 16 يونيو 2019      |
| 382                | 408           | استعراض تنافس الاستنتاجات (الجزء الثاني)                   | الاستنتاج الأصح (الجزء الثاني)       | فصل 441-444   | 13 ديسمبر 2004 | 23 يونيو 2019      |
| 383                | 409           | معجزة في ملعب الكوشين (حلقة خاصة لمدة ساعة ونصف)           | تصفيات في التصفيات (الجزء الأول)     | فصل 445-449   | 20 ديسمبر 2004 | 30 يونيو 2019      |
| 383                | 410           | معجزة في ملعب الكوشين (حلقة خاصة لمدة ساعة ونصف)           | تصفيات في التصفيات (الجزء الثاني)    | فصل 445-449   | 20 ديسمبر 2004 | 7 يوليو 2019       |
| 383                | 411           | معجزة في ملعب الكوشين (حلقة خاصة لمدة ساعة ونصف)           | تصفيات في التصفيات (الجزء الثالث)    | فصل 445-449   | 20 ديسمبر 2004 | 14 يوليو 2019      |
| 383                | 412           | معجزة في ملعب الكوشين (حلقة خاصة لمدة ساعة ونصف)           | تصفيات في التصفيات (الجزء الرابع)    | فصل 445-449   | 20 ديسمبر 2004 | 21 يوليو 2019      |
| 384                | 413           | الهدف هو كوغورو موري                                       | استهداف العم توغو                    | فلر           | 17 يناير 2005  | 28 يوليو 2019      |
| 385                | 414           | تنافر ستراديفاريوس (الجزء الأول)                           | الكمان الأثري (الجزء الأول)          | فصل 470-474   | 24 يناير 2005  | 4 أغسطس 2019       |
| 386                | 415           | تنافر ستراديفاريوس (الجزء الثاني)                          | الكمان الأثري (الجزء الثاني)         | فصل 470-474   | 31 يناير 2005  | 11 أغسطس 2019      |
| 387                | 416           | تنافر ستراديفاريوس (الجزء الثالث)                          | الكمان الأثري (الجزء الثالث)         | فصل 470-474   | 7 فبراير 2005  | 18 أغسطس 2019      |
| 388                | 417           | كوغورو والمشروبات (الجزء الأول)                            | مصنع العصائر (الجزء الأول)           | فلر           | 14 فبراير 2005 | 25 أغسطس 2019      |
| 389                | 418           | كوغورو والمشروبات (الجزء الثاني)                           | مصنع العصائر (الجزء الثاني)          | فلر           | 21 فبراير 2005 | 3 مارس 2020        |